# Студянка
Студя́нка — село в Україні, у Смизькій селищній громаді Дубенського району Рівненської області. Населення становить 1047 осіб.

## Географія
Селом тече річки Людомирка.

## Історія
У 1906 році село Судобицької волості Дубенського повіту Волинської губернії. Відстань від повітового міста 25 верст, від волості 10. Дворів 89, мешканців 625.
7 (20) листопада 1917 року, відповідно до Третього Універсалу Української Центральної Ради, увійшло до складу Української Народної Республіки.
12 червня 2020 року, відповідно до розпорядження Кабінету Міністрів України № 722-р від «Про визначення адміністративних центрів та затвердження територій територіальних громад Рівненської області», увійшло до складу Смизької селищної громади.
19 липня 2020 року, в результаті адміністративно-територіальної реформи та ліквідації  Дубенського (1939—2020) району, село увійшло до складу новоутвореного Дубенського району.

## Бібліотека
Бібліотека-філіал с.Студянка[недоступне посилання з червня 2019] розташована на території Шепетинської сільської ради, в приміщенні клубу с. Студянка. Книжковий фонд нараховує понад дев'яти тисяч примірників. З історії бібліотеки: у 1948 році в с. Студянка було відкрито хату-читальню в будинку, де проживала сім'я репресованого і вивезеного на Урал Коздровського Г. А., а у 1969 році за високі показники у роботі бібліотеці присвоєно звання культурно-освітнього закладу відмінної роботи. В 1974 році бібліотеку перенесено в нове приміщення.

### Відомі люди
- Кочетов Сергій Вікторович (1985—2016) — солдат Збройних сил України, учасник російсько-української війни.

### Учасники Другої світової війни
- Пилипчук Олексій Кіндратович народився в 1910 році в селі Студянка. У 1941році, в перші дні війни, пішов на фронт. Свій бойовий шлях пройшов до Угорщини. В боях за Литву був поранений. Нагороджений медаллю «За перемогу над Німеччиною», ювілейними нагородами.
- Дубнік Володимир Павлович народився 25 жовтня 1919 року в селі Студянка. Призваний на фронт в 1944 році, розпочав службу в 356 дивізії, 183 полку Третього Прибалтійського фронту. Визволяв міста Естонії, Латвії, Литви. Був поранений 13 листопада 1944 року. Нагороджений медалями «За перемогу над Німеччиною», «Ветеран праці», ювілейними нагородами.
- Неймерик Іван Ілліч народився 19 жовтня 1926 року в с. Печеніги, що поблизу Харкова. В 1955 році переїздить на проживання в село Студянка. З червня 1944 року розпочинається дійсна військова служба в 53-му піхотному полку. Після присяги переведений в зенітно-артилерійський полк, який на початку 1945 року воював на Першому Українському фронті. Нагороджений медалями «За бойові заслуги», «За перемогу над Німеччиною».